# Frank Fischer
Frank Fischer (Brandeburgo, RDA, 1960) es un deportista de la RDA que compitió en piragüismo en la modalidad de aguas tranquilas. Ganó ocho medallas en el Campeonato Mundial de Piragüismo entre los años 1981 y 1986.

## Palmarés internacional
| Campeonato Mundial | Campeonato Mundial       | Campeonato Mundial | Campeonato Mundial |
| Año                | Lugar                    | Medalla            | Evento             |
| ------------------ | ------------------------ | ------------------ | ------------------ |
| 1981               | Nottingham (Reino Unido) | Medalla de bronce  | K2 500 m           |
| 1981               | Nottingham (Reino Unido) | Medalla de plata   | K2 1000 m          |
| 1982               | Belgrado (Yugoslavia)    | Medalla de plata   | K4 500 m           |
| 1983               | Tampere (Finlandia)      | Medalla de oro     | K2 500 m           |
| 1983               | Tampere (Finlandia)      | Medalla de oro     | K2 1000 m          |
| 1985               | Malinas (Bélgica)        | Medalla de oro     | K4 500 m           |
| 1986               | Montreal (Canadá)        | Medalla de plata   | K2 1000 m          |
| 1986               | Montreal (Canadá)        | Medalla de oro     | K4 500 m           |